# Amurskij Sudostroitielnyj Zawod

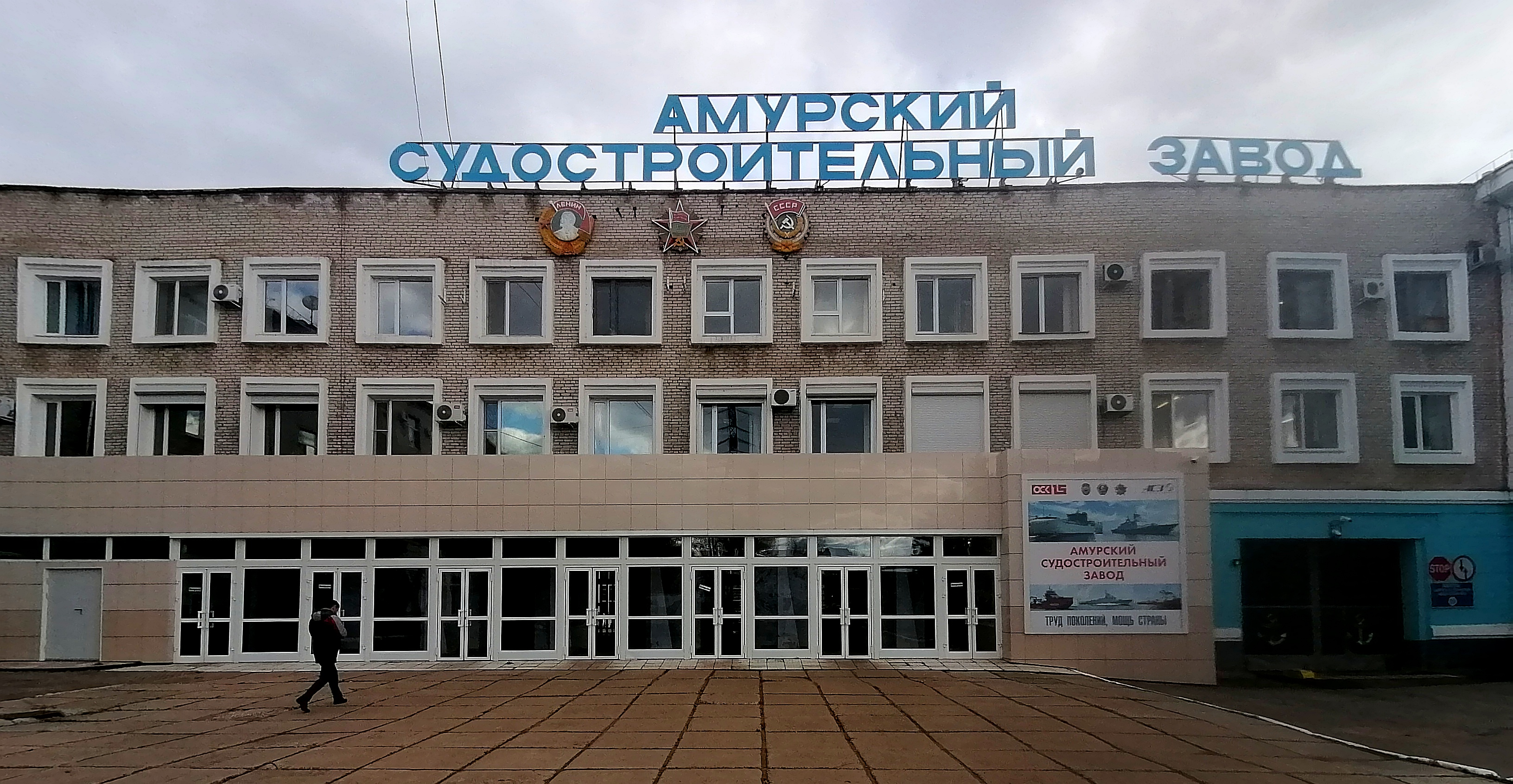
Budynek stoczni

Amurskij Sudostroitielnyj Zawod w Komsomolsku nad Amurem – największa rosyjska stocznia na rosyjskim dalekim wschodzie, założona w 1936 roku jako Zakład nr 199 imienia Leninowskiego Komsomołu (zawod No.199 imieni Leniskogo Komsomoła). Do dziś, w stoczni wybudowano 270 jednostek, w tym:
- 56 okrętów podwodnych o napędzie atomowym;
- 41 okrętów podwodnych o napędzie spalinowo-elektrycznym;
- 36 okrętów nawodnych oraz
- 137 cywilnych jednostek różnych typów i przeznaczenia.